# Мефодій (Пишнячевський)
Архієпи́скоп Мефо́дій (в миру Михайло Пишняче́вський, Піснячевський; 12 червня 1774 — 10 липня 1845, Мгарський монастир)  — єпископ Російської православної церкви, архієпископ Псковський та Ліфляндський.

## Життєпис
Народився в сім’ї  священника Переяславської єпархії. 
Навчався у Києво-Могилянській академії;  
1797  — у Московському університеті. 
8 вересня 1800 р. — поставлений вчителем у Київській академії .
28 березня 1803 р. — пострижений в чернецтво з іменем «Мефодій». 
2 квітня 1803 р. — рукоположений в сан ієродиякона, а 6 квітня  — в сан ієромонаха і призначений соборним ієромонахом. 
8 вересня 1803 р. — призначений професором Київської духовної академії. З 1806 — профект кафедри поезії і вищого класу математики, згодом префект КМА.
5 липня 1811 р. — отримав сан архімандрита (3-го класу).
1811  — призначений інспектором Петербурзької духовної семінарії, а з 13 березня 1812 —  її ректором. 
З 27 березня 1812 р. керував також Санкт-Петербурзьким Троїце-Сергієвим монастирем.
21 вересня 1813 р. — хіротонія в єпископа Староруського, вікарія Новгородської єпархії. 
З 7 лютого 1816 р. — єпископ Полтавський та Переяславський. 
Був чудовим проповідником, з уст якого, за словами сучасника, «лилися перли і алмази». За його ініціативою були засновані духовне училище у Переяславі (1817) і парафіяльне училище в Полтаві при монастирі (1818).
27 липня 1824 р. — зведений в сан архієпископа Астраханського та Кавказького. Прибув до єпархії 16 жовтня того ж року.
Астраханський клімат виявився важким, також страждав від того, що не мав освіченого оточення.
З 30 вересня 1825  — архієпископ Псковський, Ліфляндський та Курляндський. 
З 30 квітня 1833  — архієпископ Псковський та Ліфляндський. 
Будучи архієпископом Псковським втратив зір, через що 10 травня 1834 звільнений на покій до Лубенського Мгарського Спасо-Преображенського монастиря з річною пенсією 3200 рублів. Керував ним.
Помер 10 липня 1845 р. у цьому монастирі. Похований в соборному храмі.